# 百家湖駅
百家湖駅（ひゃっかこえき）は、南京市江寧区双竜大道にある、南京地下鉄1号線の駅である。

## 歴史
- 2010年5月28日1号線の駅として開業。

## 駅構造
島式ホーム1面2線の地下2層構造の駅である。
| 地下1階 | コンコース                 | 改札口、自動券売機、サービスセンター、駅商店、駅警備室、セキュリティ |  |
| 地下2階 | ●1号線                     | 八卦洲大橋南 行き（安徳門・新街口・燕子磯・笆斗山 方面）             |  |
|         | 島式ホーム、左側の扉が開く |                                                                      |  |
|         | ●1号線                     | 中国薬科大学 行き（竹山路・天印大道 方面）                           |  |

### のりば
| 番線 | 路線            | 方面                          | 行先                |
| ---- | --------------- | ----------------------------- | ------------------- |
|      | 南京地下鉄1号線 | 新街口・南京南駅・南京駅 方面 | 八卦洲大橋南駅 行き |
|      | 南京地下鉄1号線 | 竹山路・天印大道 方面         | 中国薬科大学 行き   |

## 駅周辺
- 百家湖
- 鳳凰広場

## 隣の駅
南京地下鉄
■1号線
勝太路駅 -　百家湖駅 - 小竜湾駅